# Kamenka (Oblast' di Ivanovo)
Kamenka è una cittadina della Russia europea centrale, situata nella oblast' di Ivanovo; appartiene amministrativamente al rajon Vičugskij.
Si trova nella parte settentrionale della oblast', lungo le sponde del piccolo fiume Sunža, a 2 chilometri di distanza dalla sua confluenza nel Volga.